# Maurice Rose
Maurice Rose (Middletown, Connecticut, 6 de noviembre de 1899-Paderborn, Alemania, 30 de marzo de 1945) fue un oficial de carrera del Ejército de los Estados Unidos, quien comandó la 3.ª División Acorazada Spearhead («punta de lanza») durante la última fase de la Segunda Guerra Mundial. Perdió la vida pocas semanas antes del fin de la guerra en Europa a la edad de 45 años, siendo el militar estadounidense de mayor rango en caer en el frente europeo en toda la guerra. Es considerado uno de los más brillantes generales combativos (battlefield generals) de la contienda, habiendo sido además el comandante de tanque más condecorado en la historia de Estados Unidos hasta la fecha y el oficial judío de mayor rango en el Ejército estadounidense de su tiempo.

## Primeros años y adolescencia
Maurice Rose nació en Middletown, Connecticut, el 6 de noviembre de 1899 en el seno de una familia judía de origen polaco. Hijo de Samuel y Katherin (Brown) Rose, en 1902 la familia se trasladó a Denver, Colorado, ciudad donde creció y se educó, y con la que siempre se identificaría a lo largo de su vida. Sus padres regentaban una tienda de diseño de moda, aunque más tarde su padre se desempeñaría también como rabino de su comunidad.
Rose estudió en la East High School hasta 1916, donde fue el editor de la revista escolar y mostró los primeros indicios de tener memoria fotográfica. Sin embargo, aspirando a una carrera militar a costa de los logros escolares, abandonó la escuela antes de cumplir los 16 años. Esta predilección por lo militar era bien conocida entre sus amigos, tanto que en el libro de graduación de su promoción (aunque no llegarse a graduarse de facto) su imagen fue retratada con un rifle en la mano.

## Carrera militar

### Inicios de la carrera militar
Tras abandonar la escuela en 1916, Rose se alistó en la Guardia Nacional del Ejército de Colorado con el fin de participar en la expedición contra Pacho Villa, mintiendo sobre su edad. Sin embargo, seis semanas después, cuando sus superiores conocieron su verdadera fecha de nacimiento lo retiraron del servicio. Trabajó un año con su hermano en una fábrica de embalaje de productos cárnicos, tras lo cual volvió a alistarse en 1917 con el obligatorio permiso parental firmado por sus padres.
Poco después de alistarse, fue seleccionado como candidato para la escuela de oficiales. Dado que la edad mínima de admisión era de 21 años, volvió a mentir sobre su fecha de nacimiento, anotando 1895 en la solicitud. Durante la formación, Rose se destacó por sus habilidades a pesar de su relativa corta edad, llegando a licenciarse en la Escuela de Candidatos a Oficiales en Fort Riley, Kansas, ese mismo año. Ejerció su primer cargo como teniente segundo de infantería en la Reserva del Ejército de Estados Unidos.

### Primera Guerra Mundial
Con la entrada de Estados Unidos como contendiente en la Primera Guerra Mundial, Rose fue destinado al 353.º Regimiento de Infantería, que formaba parte de la 89.ª División de Infantería que había sido reorganizada en Camp Funston, Kansas, entrenando y preparándose para prestar servicio en Francia. Para asumir sus cometidos, aunque aún no calificaba para teniente, recibió dicho rango en diciembre de 1917 con carácter temporal. En mayo de 1918, la división se trasladó a Camp Mills, en Nueva York, donde un par de semanas después partió en barco hacia Europa. Hacia finales de junio tocó puerto en Liverpool, Inglaterra, y una semana después arribó a Francia.
Ya en Francia, la 89.ª División de Infantería realizó una serie de ejercicios hasta agosto, mes en que entró activamente en la guerra sustituyendo a la 82.ª División en Lucey, Toul. El 353.º Regimiento tomó posiciones al lado de Metz, preparándose para tomar parte en la decisiva Ofensiva de Meuse-Argonne. Rose, cuya compañía participó en varios combates durante la ofensiva, fue herido en varias ocasiones, incluyendo una herida producida por un obús shrapnel durante un bombardeo de la artillería alemana, y más tarde sufrió una conmoción cerebral. Durante todo este tiempo rechazó ser apartado del campo de batalla hasta el punto de desfallecer por agotamiento, momento en que fue evacuado por el equipo médico. Fue llevado al hospital de campaña de la 89.ª División a las afueras de Flirey, de donde se escapó unos días después para volver a incorporarse a la batalla. Ya que su salida del hospital se hizo sin conocimiento de los médicos al cargo, se ignoraba su paradero, llegando a pensar que había muerto en el hospital y avisando a sus padres de su fallecimiento. Este error pudo ser subsanado solo al cabo de unos días.
Rose continuó sirviendo en el 353.º Regimiento hasta el final de la guerra en noviembre de 1918. Se quedó en Alemania en los siguientes meses como parte del Ejército de Ocupación, y fue retirado del servicio en junio de 1919.

### Período de entreguerras
Tras su vuelta a Estados Unidos, se desempeñó como vendedor de equipos de minería para la Hendrie & Bolthoff, un destacado fabricante y suministrador de este tipo de maquinaría de la época. En aquellos años vivía en Salt Lake City, ya que su territorio de ventas abarcaba el estado de Utah. Sin embargo, nunca abandonó su deseo de volver a retomar su carrera militar.
Durante una visita de negocios a un cliente en un pueblo cerca de Fort Douglas, Rose se enteró de que el Ejército estaba reclutando oficiales subalternos como parte de los esfuerzos de reorganización y modernización de las Fuerzas Armadas tras la Primera Guerra Mundial. El 1 de julio de 1920 volvió a alistarse con su rango oficial de teniente segundo, aunque poco después fue confirmado como teniente debido a su experiencia en la guerra. Este rango solo le valió un día de servicio, ya que el día siguiente fue ascendido a capitán.
En aquellos años sirvió en varias unidades de infantería, principalmente los 20.º, 21.º, 53.º y 38.º Regimientos de Infantería, todas destinadas en Fort Douglas. En 1924 fue nombrado adjutant de la 38.ª División de Infantería, encargado entre otros de los campos de entrenamiento para civiles sin experiencia militar, sobre todo jóvenes interesados en una carrera en el Ejército. Aprovechando su estancia en Fort Douglas, se graduó en el Curso de Oficiales de Compañía de la Infantería en 1926.
En 1927, Rose dejó Fort Douglas por primera vez desde su reincorporación al servicio, siendo asignado a la Universidad Estatal de Kansas como instructor jefe del Cuerpo de Ejército de Formación de Oficiales de la Reserva, con algunos cometidos adicionales como el entrenamiento de los equipos masculinos y femeninos de tiro olímpico. En 1931 fue trasladado a Fort Bliss, Texas, donde sirvió en el 8.º Regimiento de Caballería hasta 1932, aprovechando ese tiempo para graduarse del Curso de Oficiales de Caballería. Al cabo de este período fue asignado adjutant de la base militar de Corozal, en el lado pacífico del canal de Panamá, un nuevo cargo de responsabilidad estratégica. En 1935 volvió a Estados Unidos, donde se unió al 6.º Regimiento de Caballería en Fort Oglethorpe, Georgia, y donde permaneció hasta agosto de 1936.
En 1936, fue ascendido a mayor y poco después, entre 1937 y 1939, se desempeñó como observador y asesor de la Guardia Nacional de Pensilvania. Durante este período se licenció del Colegio de Mando y Estado Mayor. En 1939 fue destinado a Fort George G. Meade, en Maryland, como instructor en la Escuela de Comandancia del III Cuerpo de Ejército. En 1940 se licenció del Colegio Militar de Industria, y ese mismo año alcanzó el grado de teniente coronel.
Entre julio de 1940 y julio de 1941, fue destinado a Fort Knox, Kentucky, para comandar el 31.º Batallón del 13.º Regimiento Acorazado. Fue la primera vez que se hizo cargo de una unidad acorazada, lo cual se convertiría en su especialidad. En 1941 fue nombrado oficial ejecutivo (executive officer) de la 1.ª Brigada Acorazada, perteneciente a la recién reestructurada 1.ª División Acorazada. De acuerdo con el reportero Keyes Beech, quien estuvo presente en los ejercicios de entrenamiento de la 1.ª Brigada Acorazada en Fort Nox ese año, más allá de su carácter militar, Rose tenía un aspecto físico que imponía a sus subordinados. Su estatura y buen porte le ganaron la descripción de «probablemente el hombre más atractivo del Ejército».

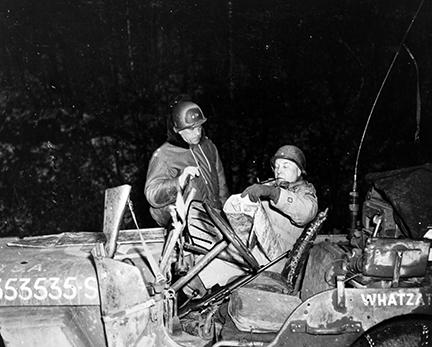
Maurice Rose (en pie) y el general de brigada Doyle Hickey (sentado en el jeep), conversando durante un descanso en la batalla de las Ardenas, 1 de enero de 1945.

### Segunda Guerra Mundial

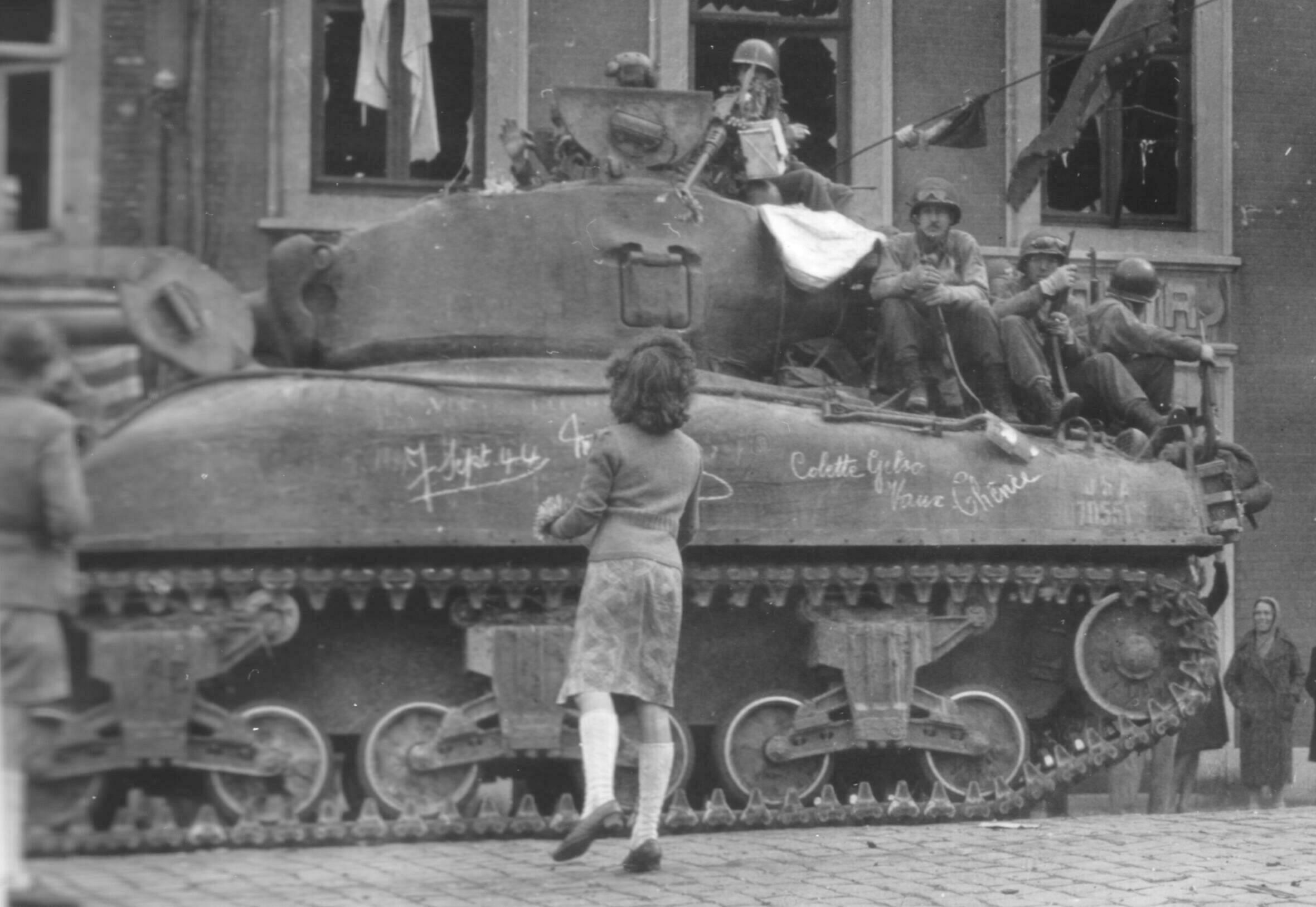
Un M4 Sherman de la 3.ª División Acorazada, en su camino a Alemania, descansando en Chênée, Bélgica, el 8 de septiembre de 1944.

A principios de 1942, Rose fue ascendido a coronel y designado jefe de Estado Mayor de la 2.ª División Acorazada, destinada en Fort Benning, Georgia, cargo que ocupó cuando la división fue enviada a las costas de África del Norte en su primera intervención en la Segunda Guerra Mundial (el marco de la Operación Torch). Durante la capitulación alemana en Túnez en mayo de 1943, fue el encargado de negociar con el comandante de la primera fuerza militar significativa en capitular ante las fuerzas aliadas (la 334.ª División de Infantería de la Wehrmacht, el 8 de mayo de 1943), el mayor general Fritz Krause, los detalles de la rendición incondicional germana, que se concluiría unos días después (el 15 de mayo).
Poco después del fin de la Campaña de Túnez, Rose fue ascendido a general de brigada (brigadier general) y puesto al mando del Comando de Combate A (CC A) de la 2.ª División Acorazada, comandando la división durante la invasión aliada de Sicilia. Cuando el mayor general Leroy H. Watson fue relevado por J. Lawton Collins del mando de la 3.ª División Acorazada por no considerar suficientes sus logros en la campaña de Francia de 1944, Rose le sucedió en el cargo, siendo ascendido a mayor general.
Tras asumir la comandancia de la 3.ª División Acorazada, Rose ganó rápidamente una reputación de un excelente líder táctico con un estilo agresivo de batallar, que comandaba sus tropas desde el frente y siempre se implicaba físicamente en los combates. Tras el avance aliado en la costa francesa en 1944, la 3.ª División Acorazada abrió el camino hacia Alemania a través de Bélgica, siendo la primera unidad aliada en entrar en territorio alemán y la primera en cruzar la Línea Sigfrido.
Bajo el mando de Rose, la división desempeñó también un papel importante en la contención de la ofensiva alemana durante la batalla de las Ardenas, y fue la primera fuerza acorazada en entrar en Colonia.

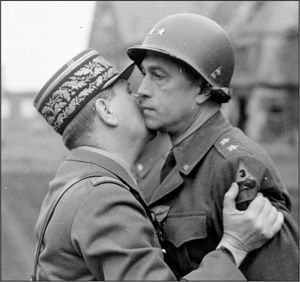
Rose en la ceremonia de recepción de la Croix de Guerre tres semanas antes de su muerte, marzo de 1945.

#### Muerte
El 30 de marzo de 1945, en un área boscosa a las afueras de la ciudad de Paderborn, Rose ocupaba unos de los vehículos que avanzaban al frente de una columna de la 3.ª División Acorazada. Tras recibir comunicaciones sobre tropas aliadas bloqueadas por unidades alemanas, la columna paró para dar vuelta y acudir en apoyo a dichas tropas. En este momento empezaron a recibir un intenso fuego enemigo procedente de tanques, artillería antitanques y armas ligeras. Cuando el tanque que iba a la cabeza de la columna recibió un impacto directo, Rose ordenó a las tropas a abandonar los vehículos y refugiarse en la zanja a lo largo del camino. Sin embargo, entendiendo que no iban a poder resistir por mucho tiempo tomando posesiones defensivas desde las trincheras, ordenó que volvieran a los vehículos en un intento de abrir paso a través de un campo colindante y flanquear las fuerzas alemanas. No obstante, al dar la vuelta se encontraron con más tanques enemigos bloqueando el camino.
Para poder lograr una posición favorable, el jeep que ahora lideraba la columna aceleró y pudo adelantarse a los tanques alemanes por la parte estrecha del camino. El conductor del jeep de Rose intentó la misma maniobra, pero esta vez fue visto y bloqueado por un tanque enemigo. Los ocupantes del jeep saltaron del vehículo mientras que el comandante del tanque alemán salió por la torreta y les apuntó con la ametralladora. Según testimonios, Rose hizo un gesto de querer alcanzar su pistola, bien para rendirse (la teoría más aceptada), bien para intentar una huida bajo fuego, pero el alemán abrió fuego contra él y le mató en el acto (más tarde se reconocieron 14 impactos de bala, algunos en la cabeza). Los demás ocupantes del jeep consiguieron huir, encontrando refugio entre los árboles de un bosque cercano. La mañana siguiente se reunieron con unidades aliadas de la zona y por la tarde del mismo día recuperaron el cuerpo de Rose y los documentos que llevaba en su jeep.
Maurice Rose fue el soldado estadounidense de mayor rango en perder la vida bajo fuego enemigo en el teatro de operaciones europeo en toda la guerra. Su cuerpo fue enterrado en un cementerio militar tras una ceremonia con honores en los Países Bajos.

#### Investigación de la muerte
En los años siguientes a su muerte aparecieron teorías alternativas, en las que se afirmó que Rose fue disparado con las manos alzadas en el aire, o disparando su pistola hacia el tanque o incluso estando todavía en su vehículo.
Una investigación encabezada por el abogado (y más tarde fiscal federal) Leon Jaworski tuvo como fin aclarar si su ejecución constituía un crimen de guerra. La investigación concluyó que el comandante del tanque alemán habría pensado con toda probabilidad que Rose iba a por su pistola con el propósito de dispararla, y que además desconocía su rango, ya que su cuerpo fue recuperado el día siguiente y los documentos que llevaba con información sensible fueron hallados intactos en su jeep.

## Vida personal

### Religión
Rose fue criado en un entorno judío, y podía hablar tanto yidis como hebreo adicionalmente a su inglés nativo. Su abuelo había sido rabino en Polonia y su padre retomó dicha vocación familiar más o menos a la edad de Bar Mitzvá de Maurice. También fue identificado como judío en los artículos de prensa tras la Primera Guerra Mundial, que retrataban la valentía de los soldados judíos del Ejército de Estados Unidos.
Sin embargo, no siendo una persona especialmente religiosa, empezó a identificarse como protestante en los registros militares poco después de retomar su carrera militar en Fort Douglas, y así fue conocido por sus superiores y subordinados. La hipótesis principal de sus biógrafos e historiadores sostiene que lo hizo en principio para mejorar sus posibilidades de avance en la carrera militar, en una sociedad en que todavía persistían los estereotipos y prejuicios, aunque puede que luego se acomodara más en el protestantismo. Hay quienes incluso alegan que llegó a convertirse formalmente, aunque no existen registros eclesiásticos o civiles que confirmen esta teoría. Sea el motivo que fuera, la tumba de Rose en el cementerio-memorial en los Países Bajos tiene la forma de una cruz cristiana, y sin embargo su figura está tratada como uno de los soldados judíos más destacados de la historia militar reciente de Estados Unidos.
El judaísmo de Rose fue abordado en las décadas posteriores a su muerte con mayor frecuencia, habida cuenta de que fuera ignorado por desconocimiento durante la guerra. Entre otros, se han dado a conocer varias anécdotas, como la que afirma que el primer acto de capitulación importante de la Alemania nazi ante los Aliados fue «a manos de un grupo de judíos». Pues durante la firma del acta en la base naval de Bizerta, Túnez, el encargado de inmortalizar el momento con su cámara fue el fotógrafo de combate, teniente Albert Klein, que servía bajo Darryl F. Zanucky, mientras que, casualmente, el oficial encargado de recibir la rendición de la mano de Krause el día de la capitulación fue otro teniente llamado también Albert Klein, un mandado de Omar Bradley, quien además fue el primero de interrogar al general alemán.

### Familia
Maurice Rose se casó dos veces y tuvo dos hijos. En 1920, mientras trabajaba para la Hendrie & Bolthoff, contrajo matrimonio con Venice Hanson de Salt Lake City, ciudad dónde vivía. La pareja tuvo un solo hijo, Maurice «Mike» Rose (1925–2010), un oficial de carrera por su propio mérito en el cuerpo de Marines de los Estados Unidos y también veterano de la Segunda Guerra Mundial, como también de la guerra de Corea y la guerra de Vietnam, quien se jubiló del servicio con el rango de coronel. El matrimonio se disolvió en 1929, y dos años después, en 1931, se consumó el divorció.
En 1934, Rose se volvió a casar con Virginia Barringer. La pareja también tuvo un solo hijo, Maurice Roderick «Reece» Rose (1941-2020), quien desarrolló su carrera en las fuerzas del orden de Estados Unidos, destacando como jefe de la policía aeroportuaria de San Antonio.

## Reconocimiento y legado
Referido por Steven L. Ossad y Don R. Marsh como «el más grande de los generales olvidados de la Segunda Guerra Mundial», Rose nunca ganó el prestigio y notoriedad de muchos de sus contemporáneos por razones que probablemente incluyen tanto el haber sido una persona celosa de su privacidad, como el hecho de que no sobreviviera la guerra. Es por ello que sus acciones, y hasta su persona, han sido ignorados a lo largo de los años por los medios, la ciudadanía y hasta en recursos académicos y enciclopédicos.
Sin embargo, era bien conocido por la nación estadounidense de la época (su funeral fue transmitido en directo por radio desde los Países Bajos) y muy apreciado por quienes sirvieron con él. Lawton Collins, comandante del 7.º Cuerpo de Ejército y su superior, se refirió a él como el más hábil de los generales de división de su tiempo (“the top notch division commander in the business”). Dwight Eisenhower dijo en su funeral: «Rose no solo fue uno de nuestros mejores y más valientes, fue un líder quien inspiró a sus hombres a éxitos contundentes y veloces. Estaba al frente de su división, liderando una de sus muchas famosas acciones, cuando encontró su muerte».

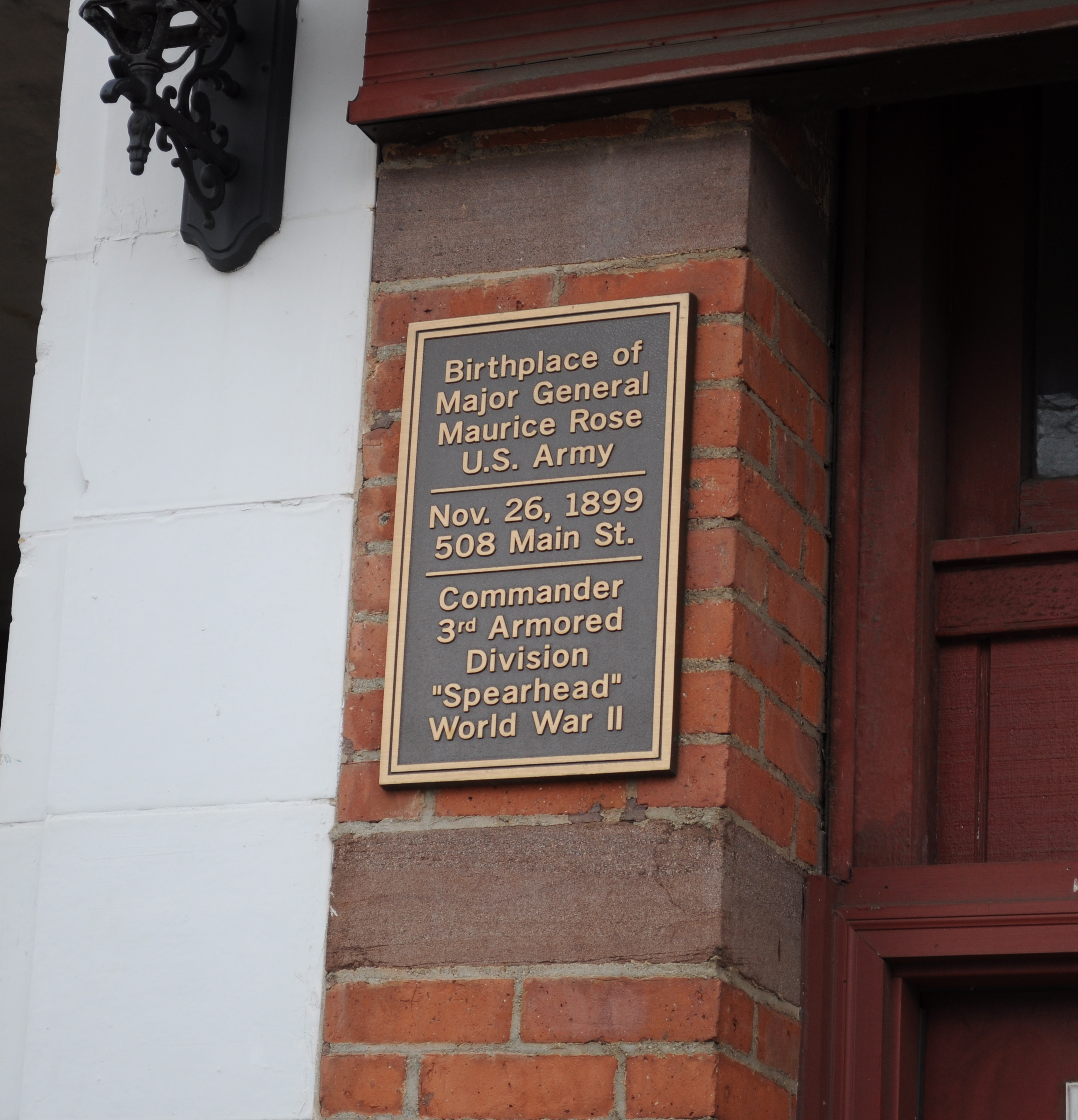
Placa conmemorativa en la casa donde nació Maurice Rose, Middletown, Connecticut.

Andy Rooney, el mítico corresponsal estadounidenses durante la Segunda Guerra Mundial, y más tarde presentador del programa 60 Minutes, escribió en su libro Mi guerra:
El mayor general Rose, oficial de la 2.ª División Acorazada en Saint-Lô, se convirtió en comandante de la 3.ª División Acorazada siendo probablemente el mejor comandante de tanques de la guerra. Fue un líder hasta la médula en el campo de batalla. No todos los grandes generales han sido reconocidos como tales. Maurice Rose fue uno de los grandes y gozaba de buena fama entre la gente que sabía de qué iban las cosas, pero su nombre no apareció en las portadas tanto como el de Patton. Rose lideraba su división acorazada desde el frente.

### En su memoria
Varias instituciones e instalaciones militares llevan su nombre. La Rose Terrace (terraza de Rose) y la Rose Hall (sala de Rose), ambas en Fort Knox, fueron nombradas en su memoria, como también el buque militar USNS General Maurice Rose y el Centro de la Reserva de las Fuerzas Armadas en Middletown. En Alemania, dos instalaciones de las Fuerzas Armadas de Estados Unidos —el aeródromo Maurice Rose Army Airfield, a las afueras de Fráncfort, y las Rose Barracks, la base principal del 2.º Regimiento de Caballería— llevan su nombre.
El Centro Médico Rose (anteriormente, General Rose Memorial Hospital) en Denver, Colorado, actualmente de los más prestigiosos del país en varias áreas, fue inaugurado en 1949 con las donaciones de unos 10 000 de los soldados que habían servido bajo su mando durante la guerra. Dwight Eisenhower fue quien colocó la piedra angular del instituto.